# تیتوس برامبل
تیتوس برامبل (انگلیسی: Titus Bramble؛ زادهٔ ۳۱ ژوئیهٔ ۱۹۸۱) یک بازیکن فوتبال اهل انگلستان است.